# Campionati norvegesi di sci alpino 1982
I Campionati norvegesi di sci alpino 1982 si svolsero a Voss tra il 19 e il 21 febbraio; furono assegnati i titoli di discesa libera, slalom gigante, slalom speciale e combinata, sia maschili sia femminili.

## Risultati

### Uomini

#### Discesa libera
| Pos. | Atleta       | Nazione  |
| ---- | ------------ | -------- |
| 1    | Even Hole    | Norvegia |
| 2    | Kjell Waløen | Norvegia |
| 3    | Erik Håker   | Norvegia |

Data: 19 febbraio

#### Slalom gigante
| Pos. | Atleta           | Nazione  |
| ---- | ---------------- | -------- |
| 1    | Jarle Halsnes    | Norvegia |
| 2    | Paul Arne Skajem | Norvegia |
| 3    | Bjørn Berntsen   | Norvegia |

Data: 20 febbraio

#### Slalom speciale
| Pos. | Atleta                | Nazione  |
| ---- | --------------------- | -------- |
| 1    | Odd Sørli             | Norvegia |
| 2    | Knut Erik Johannessen | Norvegia |
| 3    | Tor Helge Gauteplass  | Norvegia |

Data: 21 febbraio

#### Combinata
| Pos. | Atleta       | Nazione  |
| ---- | ------------ | -------- |
| 1    | Even Hole    | Norvegia |
| 2    | Knut Aronsen | Norvegia |
| 3    | Nils Een     | Norvegia |

### Donne

#### Discesa libera
| Pos. | Atleta           | Nazione  |
| ---- | ---------------- | -------- |
| 1    | Torill Fjeldstad | Norvegia |
| 2    | Eli Hårdnes      | Norvegia |
| 3    | Anne Berge       | Norvegia |

Data: 19 febbraio

#### Slalom gigante
| Pos. | Atleta         | Nazione  |
| ---- | -------------- | -------- |
| 1    | Eli Hårdnes    | Norvegia |
| 2    | Anne Berge     | Norvegia |
| 3    | Kjersti Nilsen | Norvegia |

Data: 20 febbraio

#### Slalom speciale
| Pos. | Atleta                | Nazione  |
| ---- | --------------------- | -------- |
| 1    | Stina Esp             | Norvegia |
| 2    | Anne Kristin Johansen | Norvegia |
| 3    | Eli Hårdnes           | Norvegia |

Data: 21 febbraio

#### Combinata
| Pos. | Atleta           | Nazione  |
| ---- | ---------------- | -------- |
| 1    | Eli Hårdnes      | Norvegia |
| 2    | Anne Berge       | Norvegia |
| 3    | Torill Fjeldstad | Norvegia |